# Rodica Paraschiv
Rodica Paraschiv (n. 29 ianuarie 1960, Puchenii Mici, România) este un deputat român, ales în 2016. Fost prefect al Judetului Prahova. 